# Şerif Erol
Şerif Erol (Karşıyaka, 8 ottobre 1963) è un attore turco.

## Biografia
Nato nel 1963 nel distretto di Karşıyaka, in provincia di Smirne (Turchia), Şerif Erol dopo aver conseguito il diploma ha deciso di iscriversi presso il dipartimento di fisica dell'Università di Boğaziçi. In seguito, passò alla facoltà di economia e successivamente si è unito all'Actors Club dell'università e nel 1997 ha preso parte a diversi spettacoli teatrali prima di unirsi ad Açık Radio.
In seguito al suo interesse per il teatro, ha studiato teatro e ha dato lezioni di recitazione. Nel frattempo, si è unito al teatro Stüdyo Oyuncuları di Nişantaşı. Nel 2008, oltre alla sua carriera per lo Stüdyo Oyuncuları, ha iniziato a portare in scena la sua opera Karanlık Korkusu e nel 2014 ha interpretato il ruolo principale in Babamın Cesetleri presso il teatro Krek fondato nell'Università di Bilgi. Dal 2000, ha scritto la sceneggiatura per serie televisive come Bir İstanbul Masalı, Hırsız Polis e Bıçak Sırtı ed è apparso contemporaneamente in varie produzioni cinematografiche e televisive, oltre ad aver lavorato come doppiatore per TRT.

## Filmografia

### Cinema
- Seni Seviyorum Rosa, regia di Işıl Özgentürk (1992)
- Tabutta Rövaşata, regia di Dervis Zaim (1996)
- Işık Sesini Arıyor, regia di Hakan Aytekin (2001)
- Süt, regia di Semih Kaplanoğlu (2008)
- Bahtı Kara, regia di Theron Patterson (2009)
- Yol Ayrımı, regia di Yavuz Turgul (2017)
- Aşk Bu Mu, regia di Ömer Uğur (2018)
- Kapı, regia di Nihat Durak (2019)
- Hayalet: 3 Yaşam, regia di Ömer İnal (2020)
- Sen Ben Lenin, regia di Tufan Taştan (2021)
- Aniden, regia di Melisa Önel (2022)
- Acı Kahve, regia di Soner Sert (2024)
- Mukadderat, regia di Nadim Güç (2025)

### Televisione
- Şeref Meselesi – serie TV, 1 episodio (2014)
- Kalbim Ege'de Kaldı – serie TV, 16 episodi (2015)
- Kara Ekmek – serie TV, 3 episodi (2015)
- Hangimiz Sevmedik – serie TV, 40 episodi (2016-2017)
- La forza di una donna (Kadın) – serie TV, 81 episodi (2017-2020)
- Il dottor Alì (Mucize Doktor) – serie TV (2019)
- Öğretmen – serie TV, 9 episodi (2020)
- Menajerimi Ara – serie TV, 1 episodio (2021)
- İlk ve Son – serie TV, 8 episodi (2021)
- Camdaki Kız – serie TV, 35 episodi (2021-2022)
- Hayat Bugün – serie TV, 8 episodi (2022)
- Cezailer – serie TV, 6 episodi (2022)
- If You Love (Ya Çok Seversen) – serie TV, 13 episodi (2023)
- Segreti di famiglia (Yargı) – serie TV, 1 episodio (2023)
- Kızıl Goncalar – serie TV, 46 episodi (2023-2025)
- Mezarlık – serie TV, 7 episodi (2025)

### Cortometraggi
- Rain, Snorkel and Green Beans, regia di Yavuz Akyıldız (2020)

## Teatro
- Yine Ne Oldu? (2002)
- Oidipus Sürgünde (2004)
- 10 Adımda Unutmak - Anti Prome (2010)
- Babamın Cesetleri (2012)
- Her Yıl Kuşlar Geri Gelir (2014)
- Babamın Cesetleri (2014)
- Soğuyunca Acımaya Başlar (2016)
- Vanya, Sonya, Maşa ve Spike (2016)
- Martı (2017)
- Dogville (2018)
- Baba (2020)
- Deli Kadın (2023)
- Yarın Belki de (2025)

## Doppiatori italiani
Nelle versioni in italiano dei suoi film e delle sue serie TV, Şerif Erol è stato doppiato da:
- Emilio Mauro Barchiesi[13] in If You Love[14]
- Maurizio Fiorentini[15] ne La forza di una donna[16]

## Riconoscimenti
- International Izmir Film Festival
  - 2020: Candidato come Miglior attore non protagonista in una serie televisiva per La forza di una donna (Kadın)
- Premi interdirezionali teatrali
  - 2022: Vincitore come Miglior attore per Baba[17]
- Premi teatrali Afife
  - 2013: Candidato come Miglior attore non protagonista dell'anno per Babamın Cesetleri[18]
  - 2017: Vincitore come Attore maschile di maggior successo dell'anno per Vanya, Sonya, Maşa ve Spike[19]
- Sadri Alisik Theatre and Cinema Awards
  - 2017: Candidato come Miglior attore dell'anno in una commedia o musical per Vanya, Sonya, Maşa ve Spike[20]